# Hylaeus lineolatus
Hylaeus lineolatus là một loài Hymenoptera trong họ Colletidae. Loài này được Schenck mô tả khoa học năm 1861.